# A.S.D. Pol. Tamai
Associazione Sportiva Dilettantistica Polisportiva Tamai là một câu lạc bộ bóng đá Ý có trụ sở tại Tamai, một frazione của Brugnera, Friuli-Venezuelaia Giulia. Đội bóng hiện tại thi đấu ở Serie D.

## Lịch sử
Câu lạc bộ được thành lập vào năm 1973.
Trong mùa giải 2000-01, lần đầu tiên đội được thăng hạng lên Serie D.

## Màu sắc và huy hiệu
Màu sắc của đội là trắng và đỏ.